# Liste der Einträge im National Register of Historic Places im Randolph County (Alabama)
Die Liste der Registered Historic Places im Randolph County führt alle Bauwerke und historischen Stätten im Randolph County in Alabama auf, die in das National Register of Historic Places aufgenommen wurden.

## Aktuelle Einträge
| Lfd. Nr. | Name                               | Bild | Datum der Eintragung | Adresse/Lage                                                               | Ort        | ID-Nr.   | Beschreibung |
| -------- | ---------------------------------- | ---- | -------------------- | -------------------------------------------------------------------------- | ---------- | -------- | ------------ |
| 1        | McCosh Grist Mill                  |      | 21. Nov. 1976        | SE of Rock Mills on McCosh Mill Rd.                                        | Rock Mills | 76000353 |              |
| 2        | Roanoke Downtown Historic District |      | 3. Feb. 1993         | Roughly bounded by White, Main, W. Point, La Monte, Chestnut & Louina Sts. | Roanoke    | 85003683 |              |
| 3        | Wadley Railroad Depot              |      | 14. Juli 2011        | Broad St. at NE. corner of Tallapoosa St.                                  | Wadley     | 11000428 |              |